# Симон Налбант
Симон Геров (Георгиев) Налбант е български общественик и революционер, член на пещерския (местен) революционен комитет, основан при пристигането на Георги Бенковски в Пещера, Татарпазарджишко на 7 февруари 1876 г.
Симон Налбант взима активно участие и при идването на руските войски, ръководени от поручик Панин и капитан Сафонов в Пещера през януари 1878 г. Данните за Симон Налбант в изданията, посветени на родния му град Пещера, са оскъдни. Известно е, че по народност е евреин, по професия първоначално е бил ковач – „налбантин“, а после – лекар.
Днес една от големите улици в град Пещера носи неговото име.